# Menhir von Jesewitz
Der Menhir von Jesewitz war ein vermutlicher vorgeschichtlicher Menhir auf dem Golmsberg bei Jesewitz im Landkreis Nordsachsen. Es handelte sich um einen altarähnlichen Stein, vermutlich um einen ursprünglich aufgerichteten und später umgekippten Menhir. 1860 wurde er gesprengt. Angaben zum Material und zu seinen Maßen liegen nicht vor. Auch eine genauere zeitliche Einordnung ist nicht möglich, da aus seiner näheren Umgebung keine Funde bekannt sind.